# Frederic William Maitland
Frederic William Maitland (Londra, 28 maggio 1850 – Londra, 19 dicembre 1906) è stato un giurista, storico del diritto inglese, generalmente considerato il padre della storia del diritto inglese.

## Biografia
Era figlio di John Gorham Maitland (1818–1863), fu educato al College di Eton e al Trinity College di Cambridge, che erano i corsi di riferimento delle scienze morali (tripos) nel 1872, e vinse una borsa di studio alla scuola di diritto internazionale William Whewell.
Fu chiamato all'Associazione dei barrister (Inn of court di Lincoln - Londra) nel 1876 e divenne un avvocato competente sulla legislazione equity e sui ricorsi, ma infine si dedicò alla giurisprudenza comparata e soprattutto alla storia del diritto inglese. Nel 1884 fu nominato lettore di diritto inglese a Cambridge e nel 1888 divenne professore Downing delle leggi dell'Inghilterra. Nonostante la sua salute cagionevole, la sua capacità intellettuale, le sue ampie conoscenze e ricerche gradualmente lo resero famoso come giurista e storico.
Nella "Squire Law Library" della facoltà di giurisprudenza presso l'Università di Cambridge vi è l'aula "Maitland Legal History Room" intitolata a suo nome.
Ha curato molti volumi per la Società Selden, tra cui Select Pleas for the Crown, 1200–1225 e Select Pleas in Manorial Courts and The Court Baron. Le sue opere principali includono:
- Gloucester Pleas (1884)
- Justice and Police (1885)
- Bracton's Note-Book (1887) (Reissued by Cambridge University Press, 2010. ISBN 978-1-108-01031-3)
- History of English Law before the Time of Edward I (con sir Frederick Pollock, 1895; 2ª ed. 1898; inoltre l'articolo English Law in Encyclopædia Britannica.[2]
- Domesday Book and Beyond (1897)
- Township and Borough (1898)
- Canon Law in England (1898)
- English Law and the Renaissance (1901)
- Charters of the Borough of Cambridge (1901)[3]
- Life of Leslie Stephen (1906).

Diede anche importanti contributi alla Cambridge Modern History, la English Historical Review, la Law Quarterly Review, Harvard Law Review e altre pubblicazioni. Maitland curò le "Ford Lectures" nel 1897.
Si occupò di diritto positivo e di politica. Insieme con Frederick Pollock curò una fondamentale opera di storia del diritto inglese: History of English Law Before the Time of Edward I (Storia del diritto inglese prima dell'epoca di Edoardo I), nel 1895.
Le pubblicazioni postume dei suoi studenti, basate sui loro appunti delle sue lezioni, comprendono: The Constitutional History of England, Equity, e The Forms of Action at Common Law.
Il suo stile di scrittura era elegante e vivace. Il suo metodo storico è stato distinto dal suo uso approfondito e sensibile delle fonti storiche e dalla sua prospettiva decisamente storica. Maitland ha insegnato ai suoi studenti, e a tutti gli storici successivi, non per indagare la storia del diritto esclusivamente o principalmente per fare riferimento alle esigenze del presente, ma piuttosto di prendere in considerazione e cercare di capire il passato nel contesto storico. 
La sua morte nel 1906 a Gran Canaria per tubercolosi ha privato il diritto inglese e la relativa documentazione di un rappresentante eccezionale.
Sposò Florence Henrietta Fisher ed abbe due figlie, Ermengard e Fredegond; dopo la sua morte sua moglie si risposò con Francis Darwin, il figlio di Charles Darwin.
La famosissima Maitland Historical Society del Downing College a Cambridge è intitolata in suo onore.